# Список глав государств в 425 году
Список глав государств в 424 году — 425 год — Список глав государств в 426 году — Список глав государств по годам

## Америка
- Баакульское царство — К’ук’ Балам I, священный владыка (419 — 435)
- Мутульское царство (Тикаль) — Сиях-Чан-Кавиль II, царь (414 — 458)

## Азия
- Великая Армения — Арташес IV, царь (422 — 428)
- Гассаниды — Джабала III ибн аль-Ну'ман, царь (418 — 434)
- Дханьявади — Тюрия Ната, царь[англ.] (418 — 459)
- Жужаньский каганат — Юйцзюлюй Датань, каган (414 — 429)
- Иберия — Арчил, царь (411 — 435)
- Индия:
  - Вакатака — Праварасена II, махараджа (400 — 440)
  - Гупта — Кумарагупта I, махараджа (415 — 455)
  - Кадамба — Рагху, царь (415 — 435)
  - Паллавы (Анандадеша) — Скандаварман III, махараджа (400 — 436)
- Кавказская Албания — Асуаген, царь (420 — 438)
- Камарупа — Кальянаварман, царь (422 — 446)
- Кинда — Акиль-аль-Мурар, царь (425 — 458)
- Китай (Период Южных и Северных династий):
  - Западная Цинь — Цифу Чипань, император (412 — 428)
  - Лю Сун — Вэнь-ди (Лю Илун), император (424 — 453)
  - Северная Вэй — Тай У-ди (Тоба Тао), император (424 — 452)
  - Северная Лян — Цзюйцюй Мэнсюнь, император (401 — 433)
  - Северная Янь — Фэн Ба, император (409 — 430)
  - Ся:
    - Хэлянь Бобо, император (407 — 425)
    - Хэлянь Чан, император (425 — 428)
- Корея (Период Трех государств):
  - Конфедерация Кая — Чхвихый, ван (421 — 451)
  - Когурё — Чансухо, тхэван (413 — 490)
  - Пэкче — Куисин, король (420 — 427)
  - Силла — Нольджи, марипкан (417 — 458)
- Лахмиды (Хира) — аль-Мундир I аль-Ну'ман, царь (418 — 462)
- Паган — Тихтан, король[англ.] (412 — 439)
- Персия (Сасаниды) — Бахрам V, шахиншах (421 — 439)
- Раджарата — Маханама, король (412 — 434)
- Тарума — Пурнаварман, царь (395 — 434)
- Тогон — Муюн Мугуй, правитель (424 — 436)
- Тямпа — Фан Янг Маи I, князь (421 — 431)
- Фунань — Каундинья II, король (400 — 430)
- Химьяр — Абукариб Ас'ад, царь (410 — 435)
- Япония — Ингё, император (411 — 453)

## Европа
- Англия:
  - Бринейх — Гарбониан ап Коэль, король (420 — 460)
  - Думнония:
    - Тутвал ап Гворемор, король (415 — 425)
    - Кономор ап Тутвал, король (425 — 435)

  - Эбрук — Кенеу ап Коэль, король (420 — 450)
- Арморика — Градлон Великий, герцог (395 — 434)
- Бургунды — Гундахар, король (413 — 436)
- Вандалы — Гундерих, король (407 — 428)
- Вестготы — Теодорих I, король (419 — 451)
- Восточная Римская (Византийская) империя — Феодосий II, император (408 — 450)
- Гепиды — Ардарих, король (420 — 460)
- Гунны — Октар, царь (422 — 432)
- Дивед — Трифин Бородатый, король (421 — 455)
- Западная Римская империя:
  - Иоанн, император (423 — 425)
  - Валентиниан III, император (425 — 455)
  - Галла Плацидия, регент (425 — 437)
- Ирландия — Нат И, верховный король (405 — 428)
  - Коннахт — Нат И, король (405 — ок. 456)
  - Лейнстер — Брессал Белах мак Фиахад Байхед, король (ок. 392 — 436)
  - Мунстер — Над Фройх, король (420 — 454)
- Папский престол - Целестин I, папа римский (422 — 432)
- Салические франки — Фарамонд, король (420 — 428)
- Свевы — Хермерих, король (409 — 438)
- Шотландия:
  - Пикты — Дрест I, король (413 — 480)
  - Стратклайд (Альт Клуит) — Керетик ап Кинлоп, король (ок. 410 — ок. 440)

## Галерея

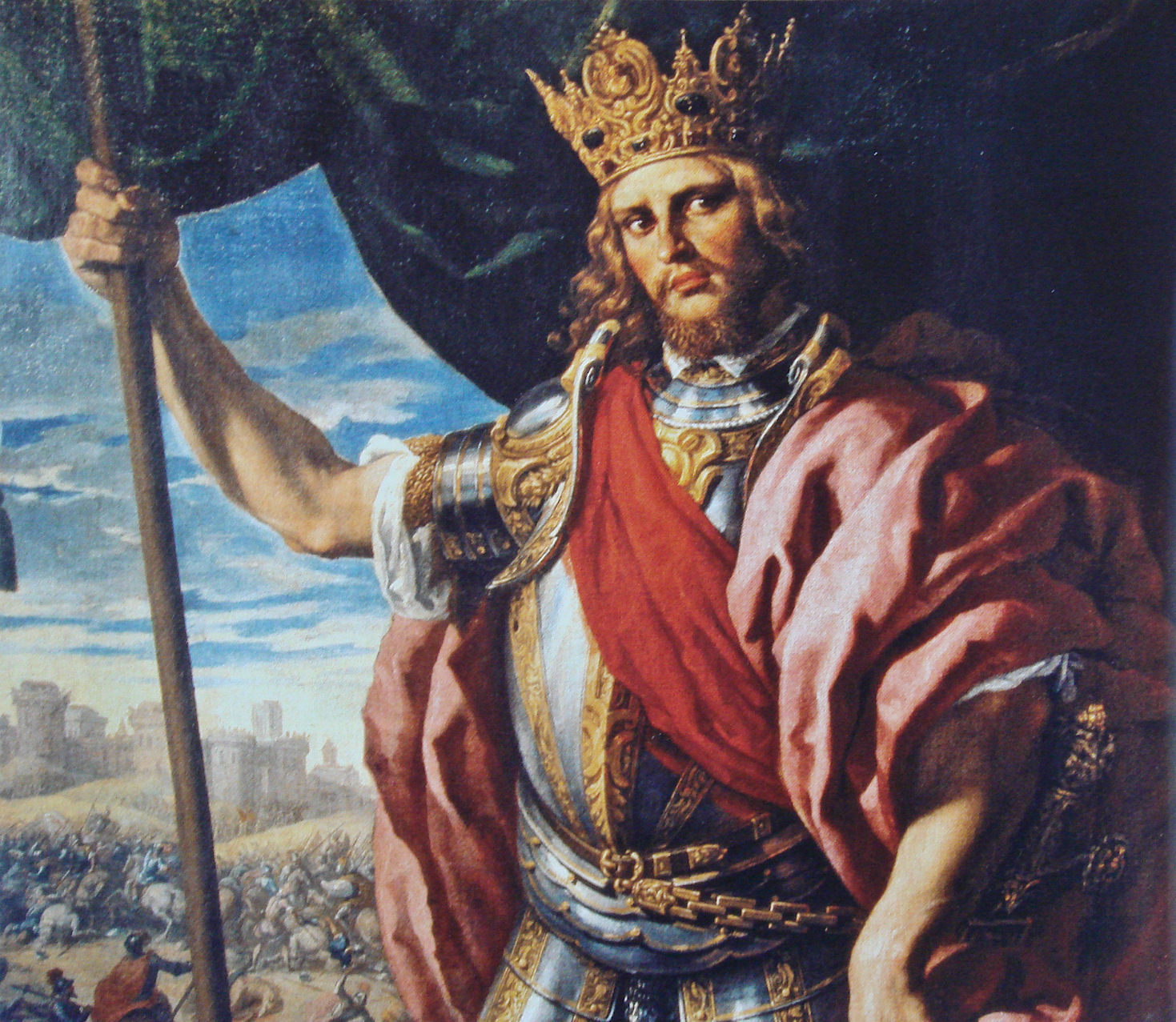
Теодорих I 419—451 Король вестготов
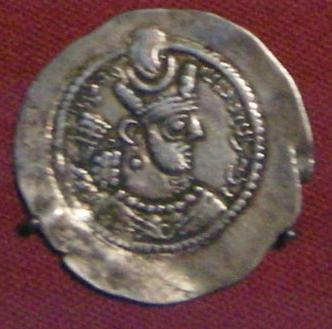
Бахрам V 421—439 Шахиншах Персии
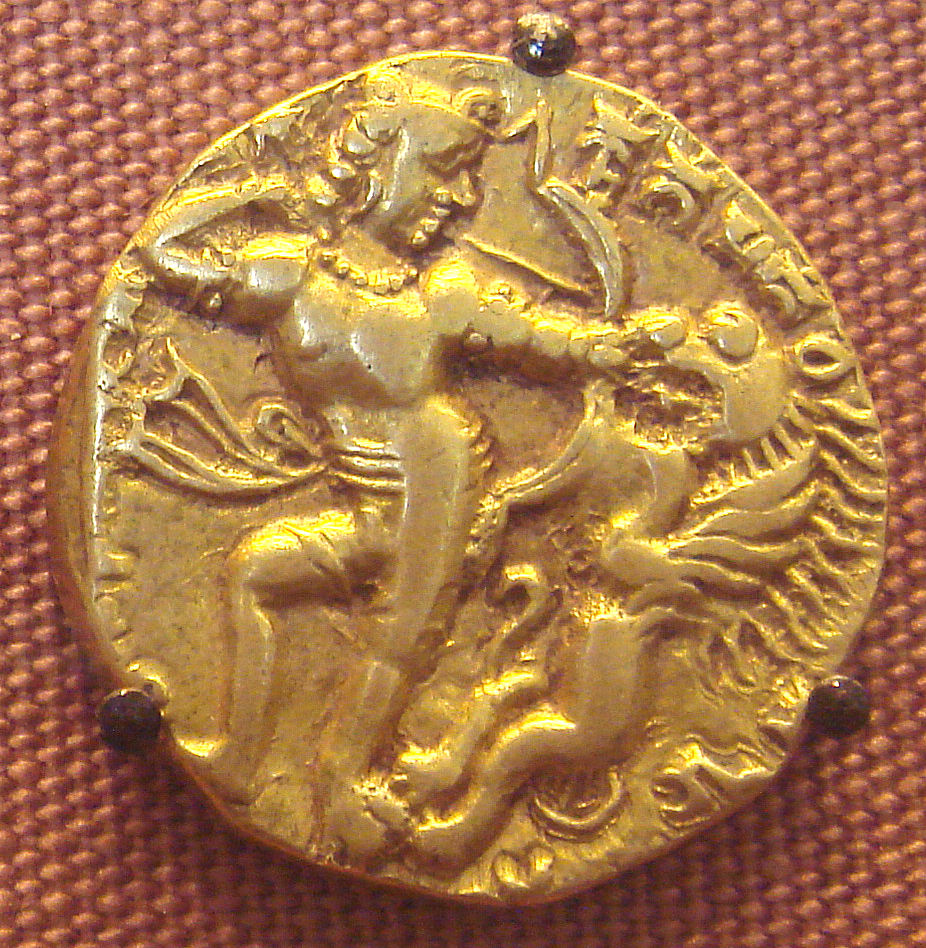
Кумарагупта I 415—455 Махараджа Гупты
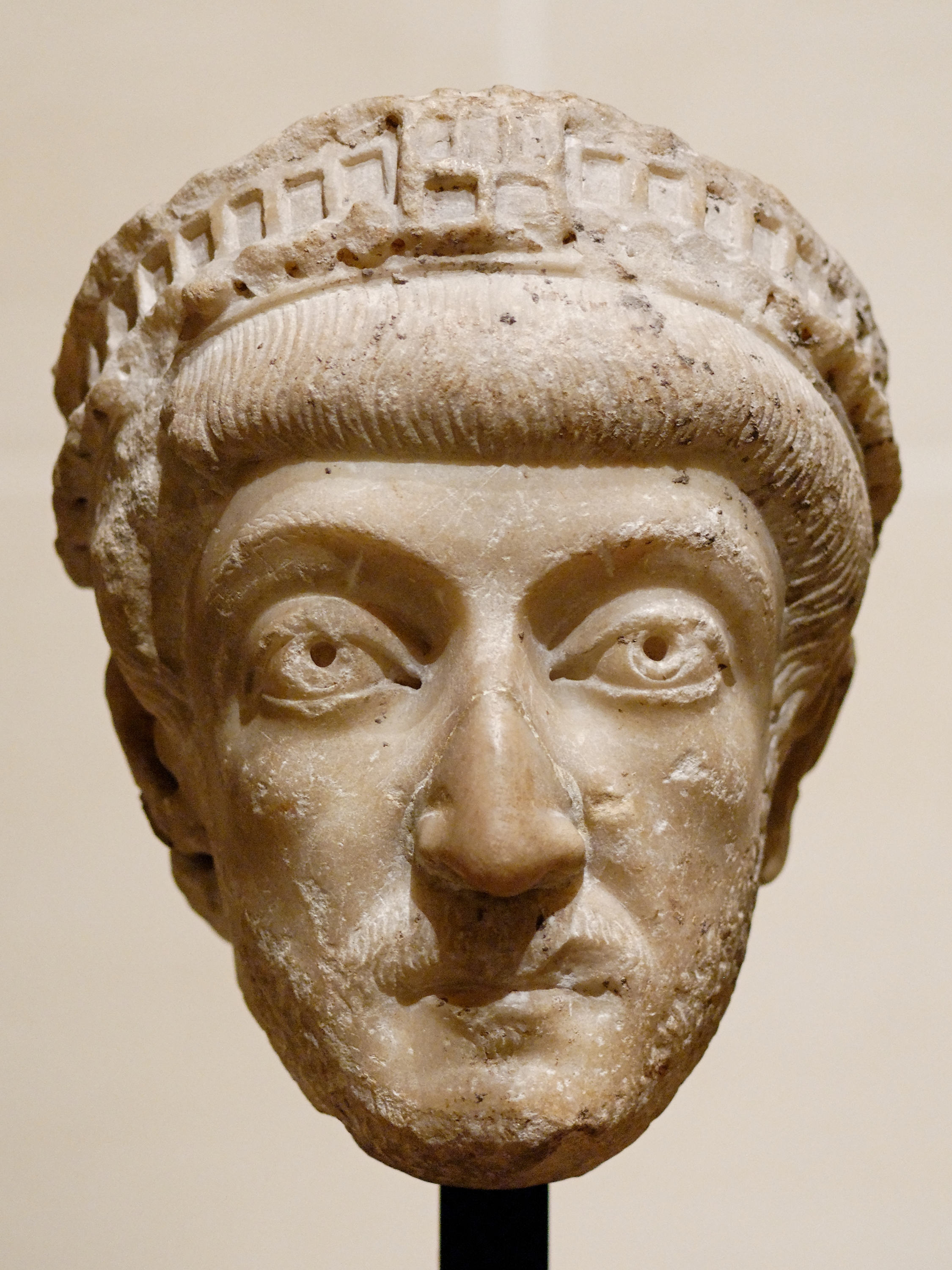
Феодосий II 408—450 Император Византии